# 10356 Rudolfsteiner
10356 Rudolfsteiner eller 1993 RQ4 är en asteroid i huvudbältet som upptäcktes den 15 september 1993 av den belgiske astronomen Eric W. Elst vid La Silla-observatoriet. Den är uppkallad efter filosofen Rudolf Steiner.
Asteroiden har en diameter på ungefär 8 kilometer.